# Fisher King
Fisher King – komediodramat produkcji amerykańskiej z 1991 roku, w reżyserii Terry’ego Gilliama.

## Opis fabuły

Święty Graal pędzla Dantego Gabriela Rossettiego

Jack Lucas jest aroganckim prezenterem nowojorskiej stacji radiowej. Pewnego dnia niebacznie rzucone w eter słowa przyczyniają się do tragedii – słuchacz Jacka zastrzelił kilku ludzi w jednej z restauracji. Jack traci pracę i stacza się.
Trzy lata później Jack czując się przegranym człowiekiem, próbuje ze sobą skończyć. Splot wydarzeń powoduje, że zostaje ocalony przez włóczęgę niespełna rozumu – Parry’ego. Parry niegdyś był profesorem literatury, lecz utracił zmysły po zamachu w restauracji, w którym zginęła jego żona. Żyje w świecie fantazji – zamków, dam i prześladującego go Czerwonego Jeźdźca. Chce odnaleźć Świętego Graala, który ma go uzdrowić. Jack gnębiony wyrzutami sumienia decyduje się pomóc Parry’emu.

## Obsada
- Jack Lucas – Jeff Bridges
- Parry – Robin Williams
- Anne Napolitano – Mercedes Ruehl
- Lydia Sinclair – Amanda Plummer
- Lou Rosen – David Hyde Pierce
- Limo Bum – Ted Ross
- Sondra – Lara Harris
- Reporter – Frazer Smith
- Mały chłopiec – Brian Michaels
- Punk – Jayce Bartok
- Punk – Dan Futterman
- John – William Preston
- Bezdomny śpiewak kabaretowy – Michael Jeter
- Czerwony rycerz – Chris Howell
- Chłopak dostarczający pizzę – Johnny Paganelli
- Żona Parry’ego – Lisa Blades
- Edwin – Christian Clemenson
- Lekarz – Carlos Carrasco
- Pielęgniarka – Lou Hancock
- Weteran wojenny na wózku inwalidzkim – Tom Waits

## Ekipa
- Reżyseria – Terry Gilliam
- Scenariusz – Richard LaGravenese
- Zdjęcia – Roger Pratt
- Muzyka – George Fenton
- Scenografia – Mel Bourne
- Montaż – Lesley Walker
- Kostiumy – Beatrix Aruna Pasztor
- Produkcja – Debra Hill, Lynda Obst
- Dekoracja wnętrz – Cindy Carr
- Dyrektor artystyczny – P. Michael Johnston

## Głosy krytyków
To druga już opowieść Terry’ego Gilliama o poszukiwaniu św. Graala – pierwszą była zrealizowana wespół z członkami komediowej grupy Monty Pythona parodia rycerskich eposów Monty Python i święty Graal. W swojej tragikomicznej opowieści rozegranej w realiach współczesnego Nowego Jorku reżyser traktuje temat odkupienia i łaski znacznie bardziej poważnie. Tytuł [filmu] pochodzi z opowiadania Parry’ego o królu całe życie bezskutecznie szukającym Graala: dopiero na łożu śmierci odkrył, że był nim zwykły kielich, z którego pił wodę.

## Nagrody
- 1992 – Robin Williams, Złoty Glob najlepszy aktor w komedii lub musical
- 1992 – Mercedes Ruehl, Oscar w 1992 roku najlepsza aktorka drugoplanowa
- 1992 – Mercedes Ruehl, Saturn najlepsza aktorka drugoplanowa
- 1991 – Terry Gilliam, Srebrny Lew Festiwal Filmowy w Wenecji
- 1991 – Terry Gilliam, Nagroda Publiczności Festiwal Filmowy w Toronto

oraz nominacje do wielu innych nagród:
- 1992 – Jeff Bridges (nominacja) Złoty Glob najlepszy aktor w komedii lub musicalu
- 1992 – Robin Williams (nominacja) Oscar najlepszy aktor
- 1992 – Terry Gilliam (nominacja) Złoty Glob najlepszy reżyser
- 1992 – Amanda Plummer (nominacja) BAFTA najlepsza aktorka drugoplanowa
- 1992 – Richard LaGravenese (nominacja) Oscar najlepszy scenariusz oryginalny
- 1992 – Richard LaGravenese (nominacja) Saturn najlepszy scenariusz
- 1992 – Richard LaGravenese (nominacja) BAFTA najlepszy scenariusz oryginalny
- 1992 – Terry Gilliam (nominacja) Saturn najlepszy reżyser
- 1992 – Robin Williams (nominacja) Saturn najlepszy aktor
- 1992 – Jeff Bridges (nominacja) Saturn najlepszy aktor
- 1992 – Beatrix Aruna Pasztor (nominacja) Saturn najlepsze kostiumy
- 1992 (nominacja) – Saturn najlepszy film fantasy
- 1992 – Cindy Carr (nominacja) Oscar najlepsza scenografia
- 1991 – Terry Gilliam (nominacja) Złote Lwy Festiwal Filmowy w Wenecji